# Wanderup
Wanderup (dänisch: Vanderup) ist eine Gemeinde im Kreis Schleswig-Flensburg in Schleswig-Holstein.

## Geografie

### Geografische Lage
Das Gemeindegebiet von Wanderup erstreckt sich in der zur Region Schleswigsche Geest zählenden naturräumlichen Haupteinheit Schleswiger Vorgeest. Im Gemeindegebiet entspringt der Fluss Linnau.

### Gemeindegliederung
Neben dem Dorf gleichen Namens, ein Kirchdorf, befinden sich auch die Häusergruppe Birkwang (dänisch Birkvang), sowie die Streusiedlungen Friesick (dänisch Frøsig), Grünberg (dänisch Grønbjerg), Kellerholm, Kieracker (dänisch Kærager), Kragstedt (dänisch Kragsted) und Westerkjer (dänisch Vesterkær) als weitere Wohnplätze im Gemeindegebiet.

### Nachbargemeinden
Direkt angrenzende Gemeindegebiete von Wanderup sind:
|             | Handewitt                                   |           |
| Großenwiehe | Kompassrose, die auf Nachbargemeinden zeigt | Oeversee  |
|             | Jörl                                        | Jerrishoe |

## Geschichte
Der Ort Wanderup wurde erstmals 1377–1484 (Dipl. Flensb.) erwähnt. Das Präfix Wander- leitet sich möglicherweise vom Personennamen *Wambi ab, der sich wieder vom altnordischen vǫmb (entsprechend im Dt. umgangssprachlich Wampe, vgl. älteres Dänisch vom) ableitet, von der Bedeutung her gleicht der Name dem Ortsnamen Vamdrup bei Kolding. Nach einer anderen Deutung kann der Name auf Wasser (dän. vand) hinweisen. Friesik, schriftlich dokumentiert 1801, setzt sich aus dän. frøkorn für Samen oder frø für Frosch und -sig bzw. siek für eine sumpfige Niederung zusammen.
Wanderup wurde im 14. Jahrhundert erstmals als Wompsdorf erwähnt. Die Kirche Wanderup ist eine romanische Feldsteinkirche. Sie wurde vermutlich schon im 12. Jahrhundert errichtet.
Mitte des 18. Jahrhunderts wuchs die Bevölkerung Wanderups und seiner Umgebung auf 300 Menschen an. Bis zur Mitte des 19. Jahrhunderts erhöhte sich die Bevölkerungsanzahl auf 400 Menschen.

## Politik

### Gemeindevertretung
Bei der Kommunalwahl am 14. Mai 2023 wurden insgesamt 17 Sitze vergeben. Von diesen erhielt die CDU acht Sitze, der SSW sieben Sitze und die SPD zwei Sitze.

### Wappen
Das Wappen wurde am 22. Oktober 1964 genehmigt.
Blasonierung: „Geteilt von Gold und Grün. Oben eine stehende schwarzbunte Kuh, unten eine goldene Kette von acht Gliedern.“
Wanderup entwickelte sich im 20. Jahrhundert zu einem der Zentren der „Schwarz-bunten-Zucht“ in Schleswig-Holstein. Die in schwarz-silberner Tinktur lebhaft gezeichnete Kuh im Wappen gibt ein Bild dieser beliebten Rinderrasse, die für ihre hohe Milchleistung bekannt ist und im Sommer die Agrarlandschaft sichtlich belebt. Das im Ort besonders gepflegte landwirtschaftliche Genossenschaftswesen wird durch die andere heraldische Figur, die goldene Kette, versinnbildlicht. Die acht Kettenglieder stehen für die acht Ortsteile Birkwang, Friesik, Grünberg, Kellerholm, Kieracker, Kragstedt, Osterkjer und Westerkjer. Zugleich spricht dieses Symbol für die Zusammenarbeit der Genossenschaften mit der Gemeinde, dem Amt und den Verbänden. Die ausschließlich agrarwirtschaftliche Prägung des Ortes wird durch die Schildfarben Gold und Grün noch einmal hervorgehoben. Ein Bildsiegel mit einer schwarzbunten Kuh wurde bereits 1946 von der britischen Militärregierung genehmigt.
Das Wappen wurde von dem Brunsbütteler Heraldiker Willy „Horsa“ Lippert gestaltet.

### Flagge
Die Flagge wurde am 19. Oktober 2004 genehmigt.
Auf dem waagerecht geteilten, grün-gelben Flaggentuch das Gemeindewappen in flaggengerechter Tinktur.

## Kultur und Sehenswürdigkeiten
In der Liste der Kulturdenkmale in Wanderup stehen die in der Denkmalliste des Landes Schleswig-Holstein eingetragenen Kulturdenkmale.
Im alten Schulgebäude ist das Dorfmuseum eingerichtet. Es zeigt, wie in den letzten zwei Jahrhunderten in der Geest gelebt wurde und wie sich die Gemeinde entwickelt hat.

## Wirtschaft und Infrastruktur
Die Gemeinde ist überwiegend landwirtschaftlich geprägt, wobei die aktiven Betriebe jedoch nicht im Dorf liegen, sondern in den Randgebieten.
Durch das Gemeindegebiet führt die Bundesstraße 200 von Husum nach Flensburg. In der Dorflage zweigt in östliche Richtung die schleswig-holsteinische Landesstraße 15 in Richtung Tarp zur Anbindung an der gleichnamigen Autobahnanschlussstelle (Nr. 4) der Bundesautobahn 7 ab.
Etwas nördlich vom Dorf zweigt in westlicher Richtung die Landesstraße 12 ab. Sie führt zur Bundesstraße 5 in Bredstedt.
Im Ortsteil Kragstedt zweigt die Landesstraße 14 ab und führt von dort weiter bis zur Bundesstraße 199 in Wallsbüll.

## Bildergalerie

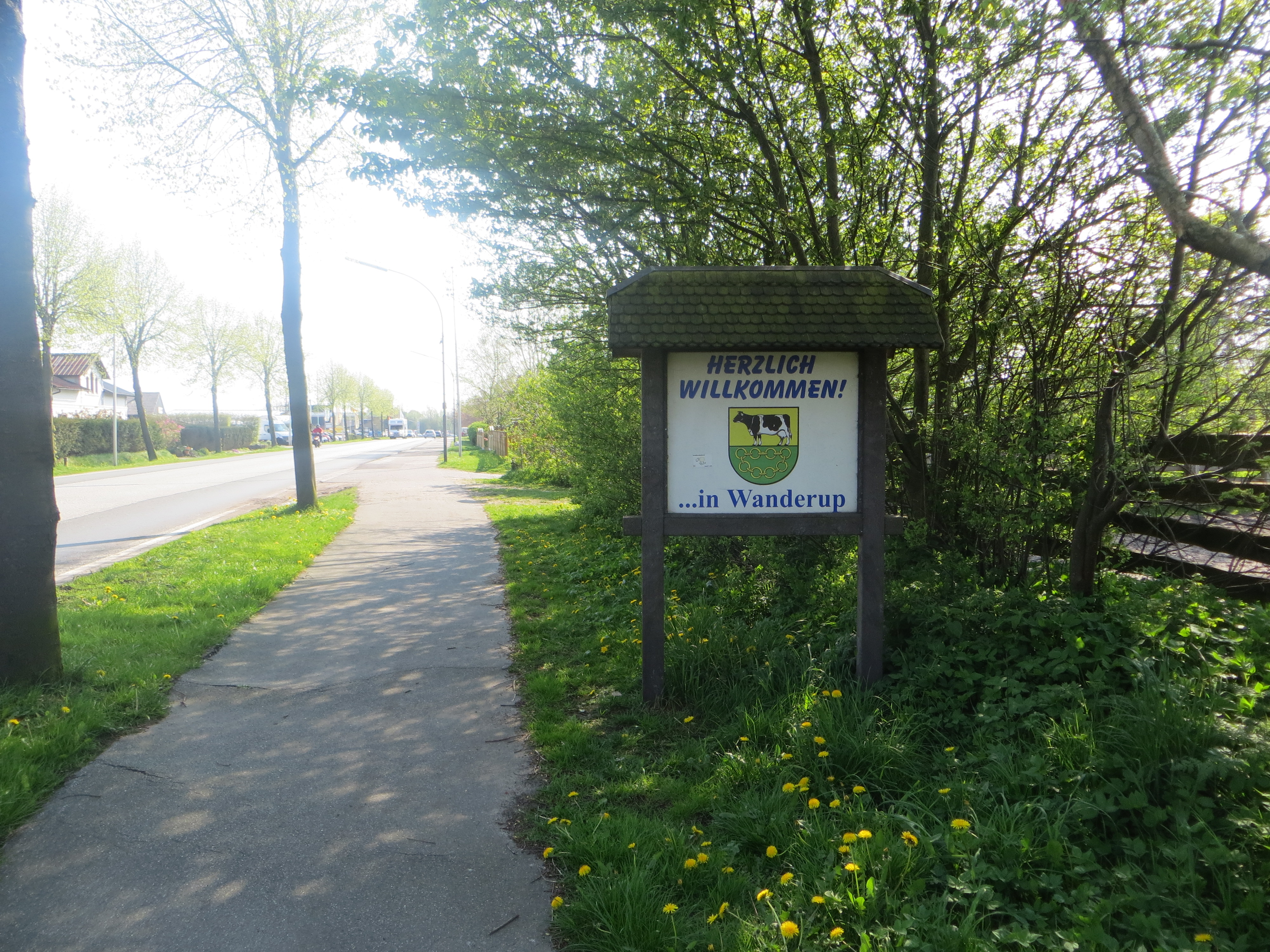
Ortseingang (aus Flensburg kommend)
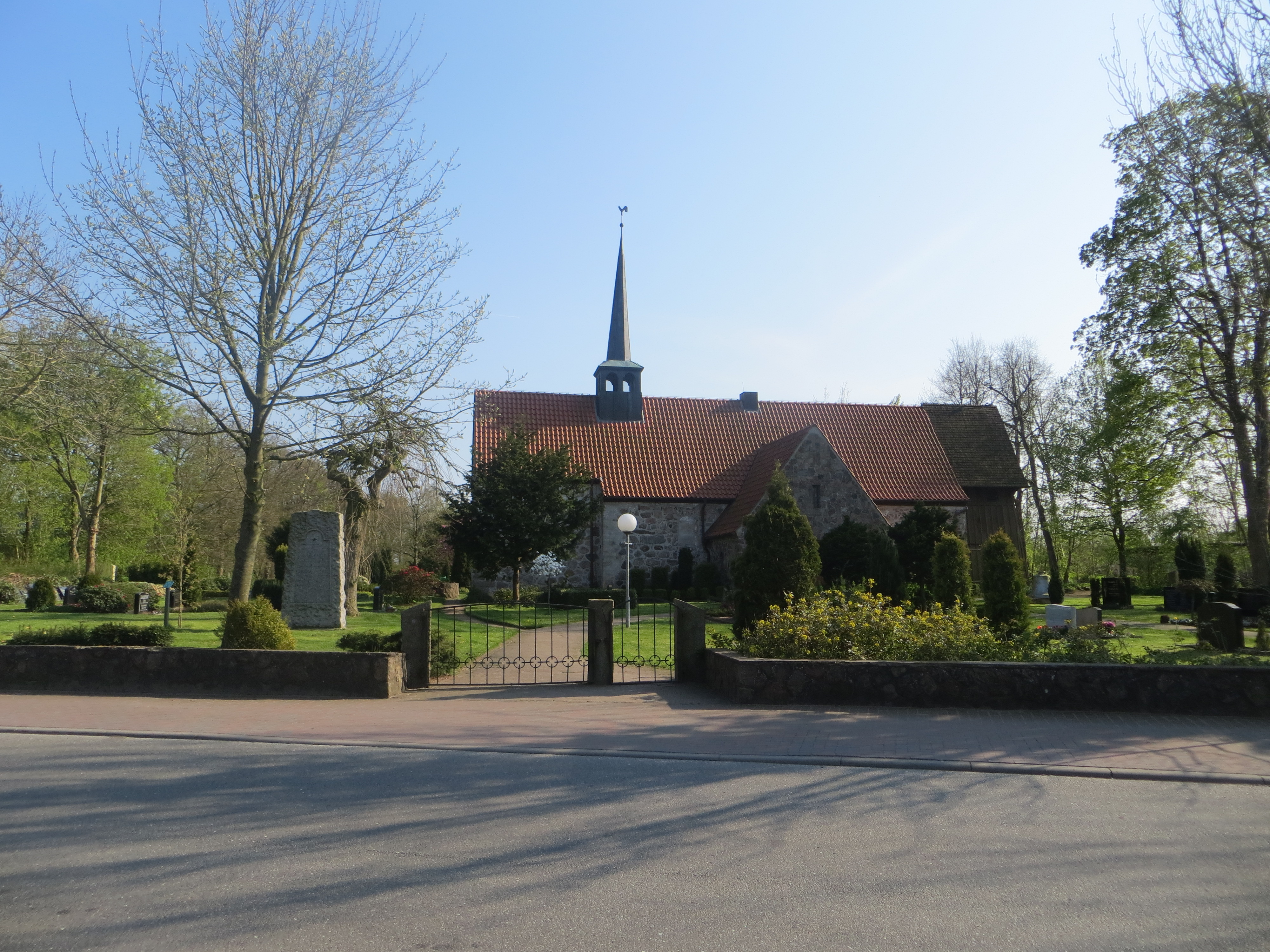
Kirche Wanderup
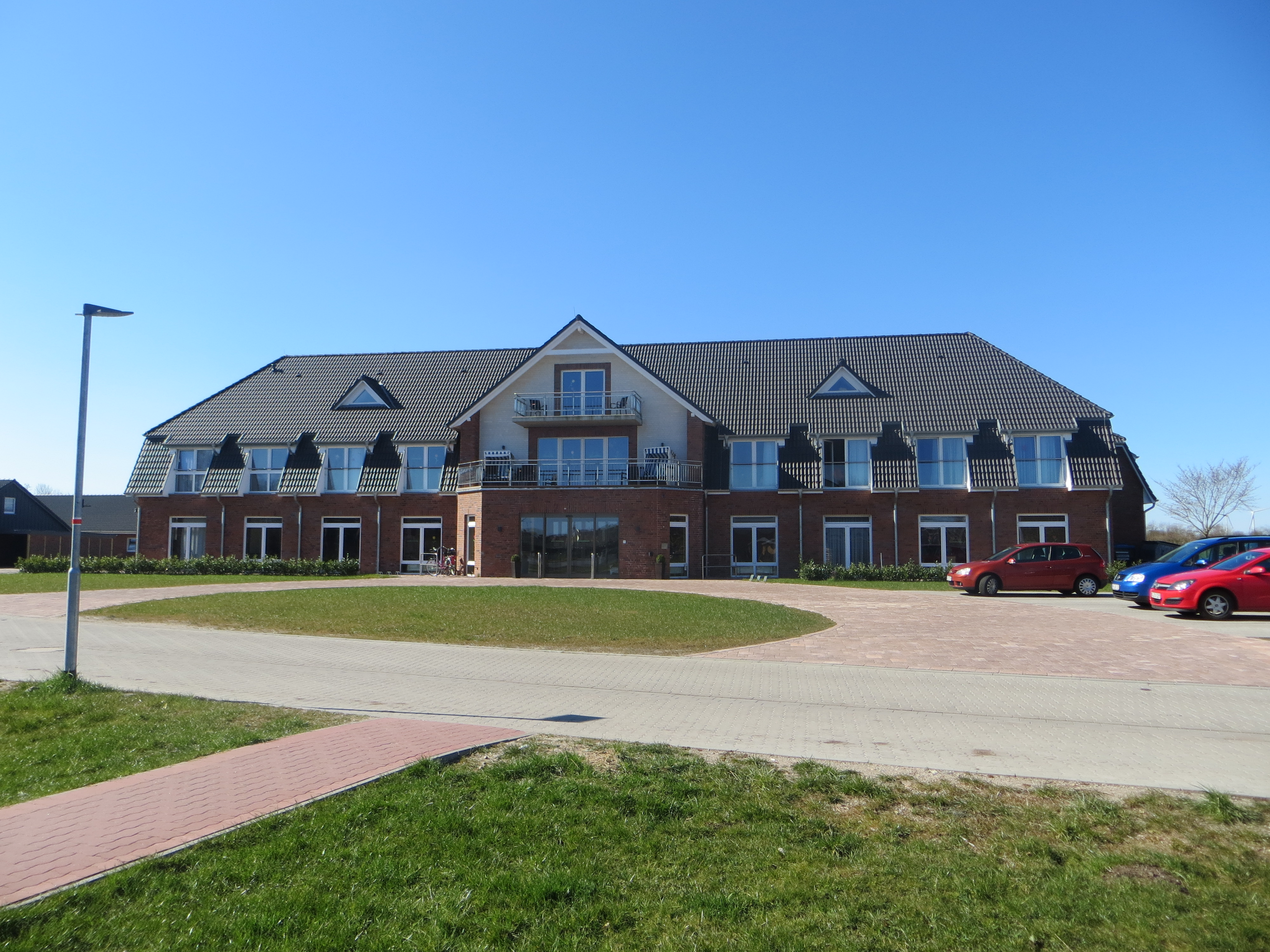
Landhaus an der Linnau
Einziger Supermarkt (seit 2014)
Ortsmitte
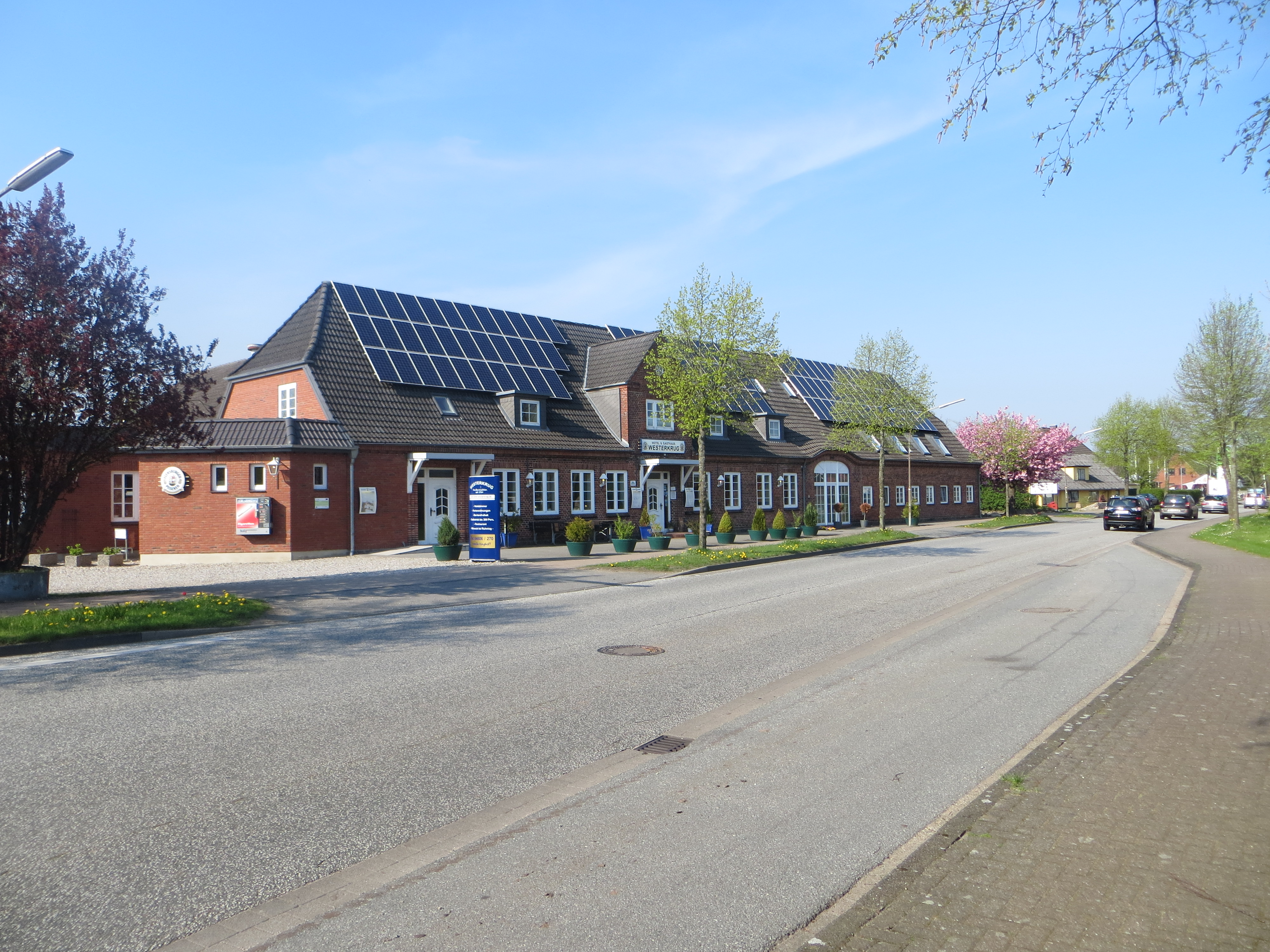
Westerkrug
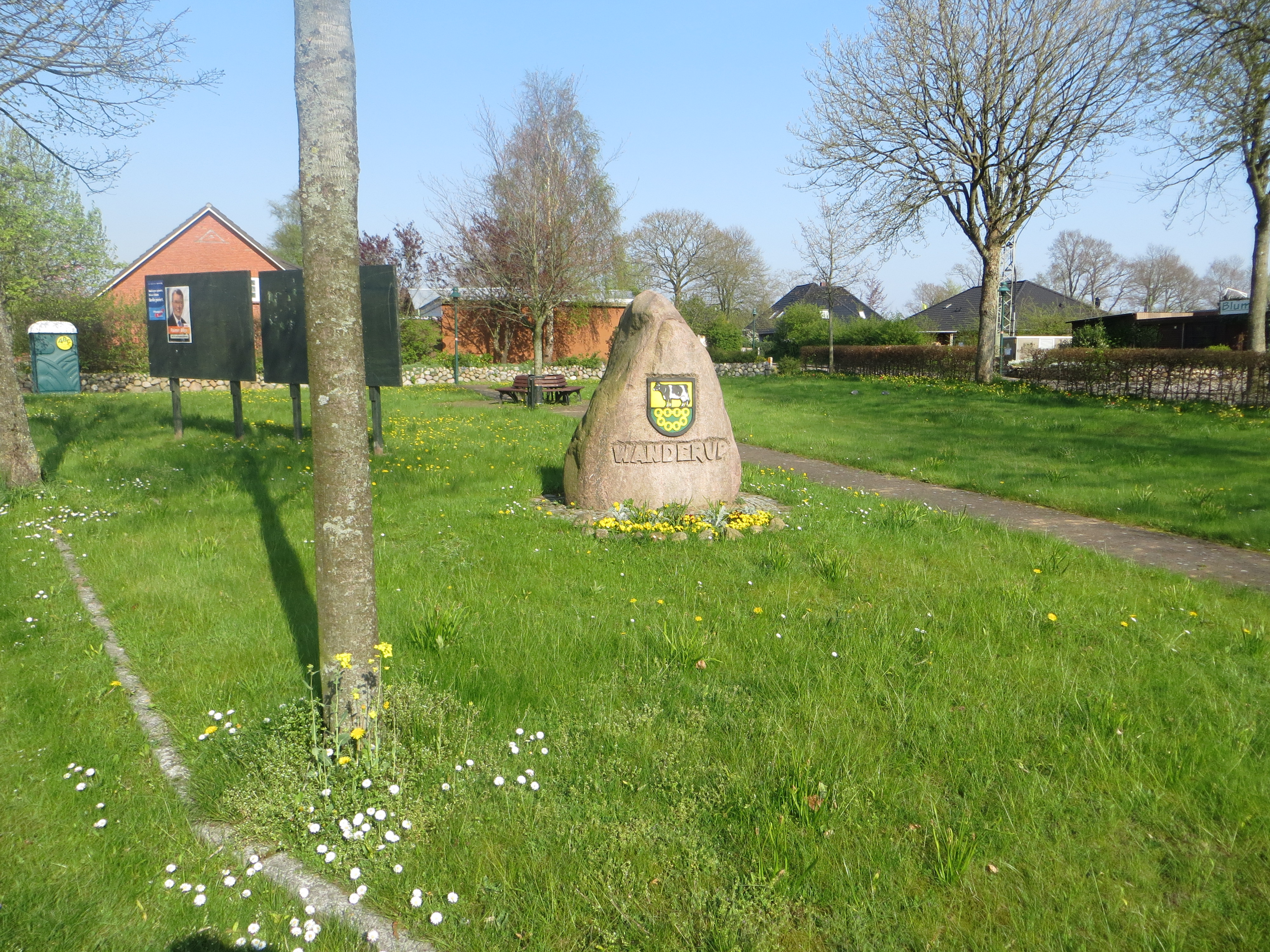
Ortsausgang nach Husum